# 専修大学体育会サッカー部
専修大学体育会サッカー部（せんしゅうだいがく たいいくかいサッカーぶ、英語: Senshu University Soccer Club）は、神奈川県川崎市にある専修大学のサッカークラブである。

## 概要・歴史
1961年に同好会として創立。翌年東京都大学蹴球連盟に加盟し、関東リーグ7部から活動を開始。
1976年に関東大学2部リーグへ初昇格し、6年間2部リーグに残留するが、1982年に入れ替え戦で、東京学芸大学に敗れ、東都大学リーグへ降格。1年で2部に復帰するものの、入れ替え戦で慶應義塾大学に敗戦し、再び東都リーグ降格となった。
1990年代は、苦戦を強いられたものの、1994年には創部以来初の天皇杯本戦に出場し、1回戦(埼玉県営大宮公園サッカー場)で浦和レッズと対戦した。試合は1-3で敗れたが、大学から応援バスが何台も連ね、学校をあげての応援となった。
翌年、関東大学2部リーグで初優勝。
1999年にも天皇杯に出場し、1回戦の山形FC、2回戦の国士舘大学に勝利し、3回戦まで勝ち進むも清水エスパルスに1-2で敗れた。
2000年代は、2003年に東京都リーグで3位になり、関東大会へ出場。1回戦の中央学院大学を皮切りに、 2回戦早稲田大学、そして決勝では拓殖大学を破り、6年ぶりとなる関東2部リーグ復帰を決めた。
2005年、源平貴久が監督に就任。2部リーグで2位に入り、創部以来初の関東大学1部リーグ昇格を果たす。最終節の神奈川大学戦において、勝利なら1部昇格、引き分け以下なら残留という状況で1-1でむかえた後半ロスタイムに勝ち越しゴールを決めての劇的な昇格であった。
2010年代は、2009年2部に降格したものの、2010年に2部リーグを優勝を果たし、1年で1部復帰を果たすと、翌2011年には1部リーグ初優勝、さらには全日本大学サッカー選手権大会でも初優勝を果たした。
2011年から2014年にかけて、1部リーグを4連覇。これは早稲田大学(1955-1958年)以来、56年ぶりとなる快挙であった。
また、2017年に長澤和輝がOBとして初の日本代表に選出。2019年には仲川輝人がOBとして初のJリーグ・最優秀選手賞に選出された。
2020年代は、2021年に関東2部から神奈川県大学サッカーリーグへ降格。2022年は神奈川県大学サッカーリーグで優勝を果たし、2023年からは新設された関東3部に昇格した。
2024年3月に長期にわたって監督を務めた源平貴久が監督を辞任し、OBで南葛SCなどでプレーした東大樹が監督代行に就任した。

## 戦績
| 年度 | 所属     | 順位 | 勝点 | 試合 | 勝 | 分 | 敗 | 得点 | 失点 | 得失 | アミノ杯   | 総理大臣杯 | インカレ   | 監督     |
| 2008 | 関東1部  | 6位  | 32   | 22   | 9  | 5  | 8  | 36   | 33   | 3    | -          | -          | -          | 源平貴久 |
| 2009 | 関東1部  | 11位 | 21   | 22   | 6  | 3  | 13 | 28   | 35   | -8   | -          | -          | -          | 源平貴久 |
| 2010 | 関東2部  | 優勝 | 48   | 22   | 16 | 0  | 6  | 56   | 20   | 36   | -          | -          | -          | 源平貴久 |
| 2011 | 関東1部  | 優勝 | 42   | 22   | 12 | 6  | 4  | 58   | 28   | 30   | -          | ベスト4    | 優勝       | 源平貴久 |
| 2012 | 関東1部  | 優勝 | 44   | 22   | 13 | 5  | 4  | 63   | 35   | 28   | 7位        | 準優勝     | ベスト8    | 源平貴久 |
| 2013 | 関東1部  | 優勝 | 51   | 22   | 16 | 3  | 3  | 54   | 24   | 30   | 二回戦敗退 | -          | ベスト4    | 源平貴久 |
| 2014 | 関東1部  | 優勝 | 47   | 22   | 14 | 5  | 3  | 57   | 28   | 29   | 優勝       | ベスト8    | 二回戦敗退 | 源平貴久 |
| 2015 | 関東1部  | 8位  | 26   | 22   | 6  | 8  | 8  | 26   | 23   | 3    | 6位        | 二回戦敗退 | -          | 源平貴久 |
| 2016 | 関東1部  | 7位  | 30   | 22   | 8  | 6  | 8  | 32   | 35   | -3   | 二回戦敗退 | -          | 二回戦敗退 | 源平貴久 |
| 2017 | 関東1部  | 10位 | 21   | 22   | 6  | 3  | 13 | 26   | 35   | -9   | 一回戦敗退 | -          | -          | 源平貴久 |
| 2018 | 関東1部  | 9位  | 29   | 22   | 8  | 5  | 9  | 33   | 42   | -9   | 6位        | ベスト8    | -          | 源平貴久 |
| 2019 | 関東1部  | 10位 | 23   | 22   | 7  | 2  | 13 | 37   | 55   | -18  | 二回戦敗退 | -          | -          | 源平貴久 |
| 2020 | 関東1部  | 11位 | 20   | 22   | 6  | 2  | 14 | 32   | 61   | -29  | 不参加     | -          | -          | 源平貴久 |
| 2021 | 関東2部  | 11位 | 18   | 22   | 4  | 6  | 12 | 23   | 36   | -13  | 一回戦敗退 | -          | -          | 源平貴久 |
| 2022 | 神奈川県 | 優勝 | 39   | 14   | 13 | 0  | 1  | 100  | 5    | 95   | ベスト8    | -          | -          | 源平貴久 |
| 2023 | 関東3部  | 4位  | 40   | 22   | 13 | 1  | 8  | 48   | 30   | 18   | -          | -          | -          | 源平貴久 |

注釈
1. ↑  新型コロナウイルスの感染拡大に伴い、開催中止となった。両大会の中止を受け、特例大会として#atarimaeni CUPが開催された。

## 主な成績
- 天皇杯 JFA 全日本サッカー選手権大会
  - 本大会出場：2回（1994,1999）
- 総理大臣杯全日本大学サッカートーナメント
  - 準優勝：1回（2012）
- 全日本大学サッカー選手権大会
  - 優勝：1回（2011）
- 関東大学サッカーリーグ
  - 1部優勝：4回（2011, 2012, 2013, 2014）
- アミノバイタルカップ : 1回
  - 優勝：1回（2014）
- 東京都サッカートーナメント（兼天皇杯東京都予選）
  - 優勝：1回（1996）
- 神奈川県サッカー選手権大会（兼天皇杯神奈川県予選）
  - 準優勝：2回（2013, 2015）

## 主な出身選手
| 1991年度卒 - 安達亮 1992年度卒 - 境秋範 1994年度卒 - 源平貴久 1995年度卒 - 和田潤 - 真下佐登史 1996年度卒 - 伊藤琢矢 1997年度卒 - 上村祐司 1999年度卒 - 加納昌弘 - 樹森大介 - 鈴木正人 2002年度卒 - 水野和樹 2004年度卒 - 倉石圭二 2006年度卒 - 池田雄大 | 2007年度卒 - 荒田智之 2009年度卒 - 渡部博文 2010年度卒 - 小幡純平 - 神村奨 - 髙山薫 - 藤本修司 2011年度卒 - 町田也真人 - 庄司悦大 - 松本陽介 2012年度卒 - 鈴木雄也 - 西翼 - 栗山直樹 - 牧内慶太 2013年度卒 - 長澤和輝 - 下田北斗 - 山崎貴雅 | 2014年度卒 - 前澤甲気 - 後藤京介 - 星野有亮 - 北爪健吾 - 仲川輝人 2015年度卒 - 福島春樹 2016年度卒 - 飯田貴敬 - 柳育崇 2017年度卒 - 三沢直人 - 佐藤祐太 - 尾身俊哉 - 平信翔太 2018年度卒 - 小林岩魚 - 中山克広 - 加藤智陽 2019年度卒 - 西村慧祐 - 氣田亮真 - 河上将平 - 鈴木厚太 - 鹿沼直生 | 2020年度卒 - 高島康四郎 2021年度卒 - 加藤慎太郎 2022年度卒 - 井上詩音 - 遠藤光 - 菊地健太 |